# Michael Bingham
Michael Bingham (Sylva, 13 aprile 1986) è un velocista statunitense naturalizzato britannico.

## Palmarès
| Anno                                  | Manifestazione          | Sede       | Evento      | Risultato  | Prestazione | Note |
| ------------------------------------- | ----------------------- | ---------- | ----------- | ---------- | ----------- | ---- |
| In rappresentanza della Gran Bretagna |                         |            |             |            |             |      |
| 2008                                  | Giochi olimpici         | Pechino    | 4×400 m     | Bronzo     | 2'58"81     |      |
| 2009                                  | Mondiali                | Berlino    | 400 m piani | 7º         | 45"56       |      |
| 2009                                  | Mondiali                | Berlino    | 4×400 m     | Argento    | 3'00"53     |      |
| 2010                                  | Europei                 | Barcellona | 400 m piani | Argento    | 45"23       |      |
| 2010                                  | Europei                 | Barcellona | 4×400 m     | Argento    | 3'02"25     |      |
| 2012                                  | Mondiali indoor         | Istanbul   | 4×400 m     | Argento    | 3'04"72     |      |
| 2013                                  | Europei indoor          | Göteborg   | 400 m piani | 5º         | 46"81       |      |
| 2013                                  | Europei indoor          | Göteborg   | 4×400 m     | Oro        | 3'05"78     |      |
| 2013                                  | Mondiali                | Mosca      | 4×400 m     | Bronzo     | 3'00"88     |      |
| 2014                                  | Mondiali indoor         | Sopot      | 4×400 m     | Argento    | 3'03"49     |      |
| 2014                                  | World Relays            | Nassau     | 4×400 m     | 4º         | 3'00"32     |      |
| 2014                                  | Europei                 | Zurigo     | 4×400 m     | Oro        | 2'58"79     |      |
| In rappresentanza dell' Inghilterra   |                         |            |             |            |             |      |
| 2014                                  | Giochi del Commonwealth | Glasgow    | 400 m piani | Semifinale | 45"71       |      |
| 2014                                  | Giochi del Commonwealth | Glasgow    | 4x400 m     | Oro        | 3'00"46     |      |